# مشاكهة بيتسية

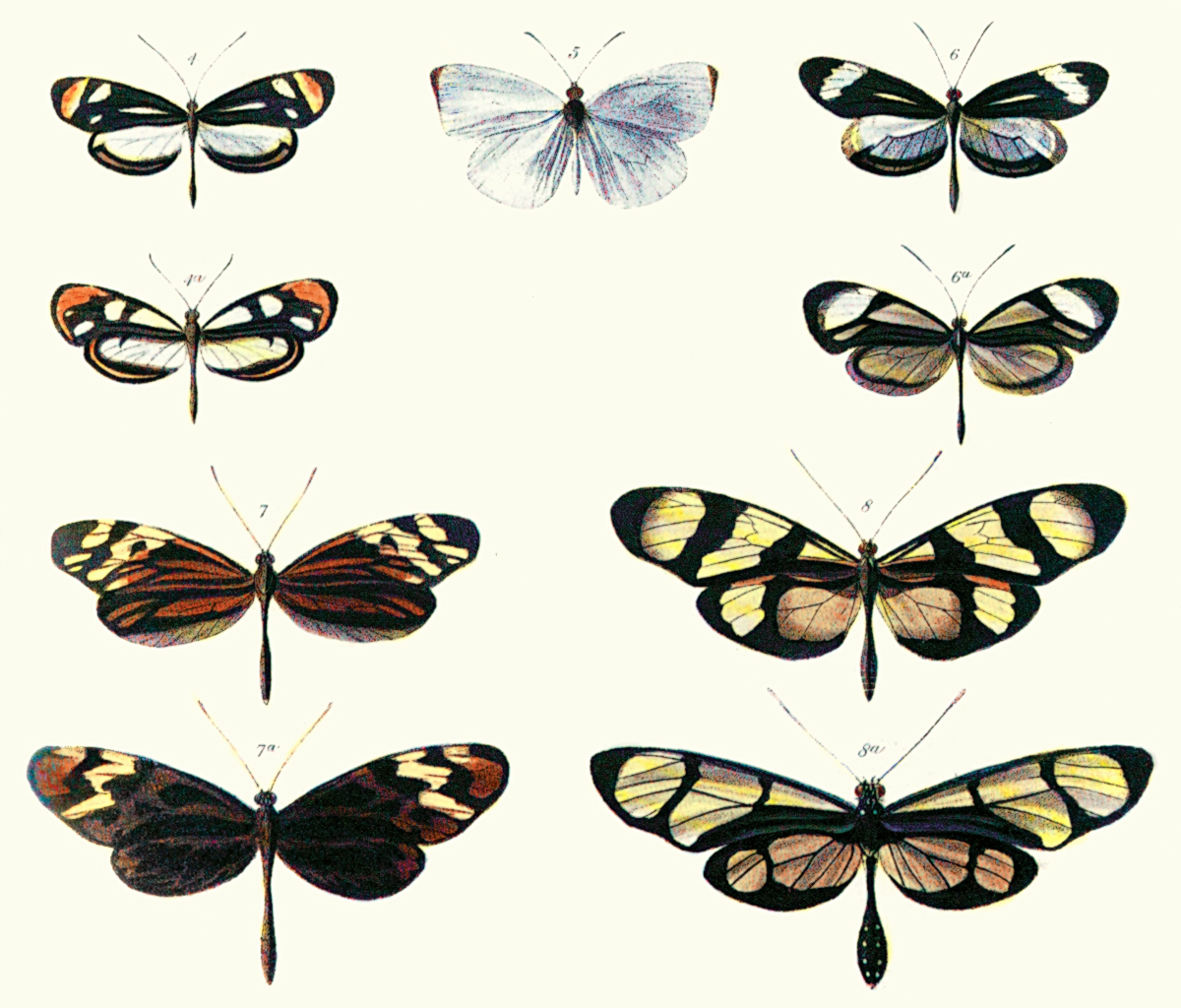
لوحة من بيتس عام 1861، توضح المشاكهة البيتسية بين أنواع ديسمورفيا (الصف العلوي والصف الثالث) ومختلف إيثوميني (حورائيات) (الصفوف الثانية والسفلية). يوجد نوع غير باتيسي، بوبيبريس نحميا، في المركز.

مشاكهة بيتسية أو محاكاة بيتسية أو محاكاة باتيسيان هو شكل من أشكال المشاكهة حيث تطورت أنواع غير ضارة لتقليد الإشارات التحذيرية للأنواع الضارة الموجهة ضد المفترس لكل منهما. سمي على اسم عالم الطبيعة الإنجليزي هنري والتر بيتس، بعد عمله على الفراشات في الغابات المطيرة في البرازيل.
مشاكهة بيتسية هو أكثر مجمعات المشاكهة شهرة ودراسة على نطاق واسع، مثل أن كلمة مشاكهة غالبًا ما يتم التعامل معها على أنها مرادف للمشاكهة البيتسية. ومع ذلك، هناك العديد من الأشكال الأخرى، بعضها متشابه جدًا من حيث المبدأ، والبعض الآخر منفصل تمامًا. غالبًا ما يتناقض مع مشاكهة مولر، وهو شكل من أشكال التقارب متبادل المنفعة بين نوعين ضارين أو أكثر. ومع ذلك، نظرًا لأن المحاكي قد يكون له درجة من الحماية بحد ذاته، فإن التمييز ليس مطلقًا. يمكن أيضًا أن يتناقض مع أشكال مختلفة وظيفيًا للمشاكهة. ربما يكون التناقض الأكثر حدة هنا هو المشاكعة العدوانية، حيث يحاكي المفترس أو الطفيلي نوعًا غير ضار، متجنبًا اكتشافه وتحسين نجاحه في البحث عن الطعام.
يُطلق على الأنواع المقلدة اسم المشاكهة، بينما تُعرف الأنواع المقلدة (المحمية بسميتها أو طعمها السيء أو دفاعات أخرى) بالنموذج. تُعرف الأنواع المفترسة التي تتوسط في التفاعلات غير المباشرة بين المحاكي والنموذج بشكل مختلف باسم مستقبل أو المخادع أو المشغل. من خلال التطفل على إشارة التحذير الصادقة للنموذج، تكتسب المشاكعة البيتسية ميزة، دون الحاجة إلى الذهاب إلى حساب تسليح نفسه. النموذج، من ناحية أخرى، غير مؤات، إلى جانب المخادع. إذا ظهر المحتالون بأعداد كبيرة، فقد تؤدي التجارب الإيجابية مع المشاكهة إلى معاملة النموذج على أنه غير ضار. عند التردد العالي، هناك أيضًا ميزة انتقائية أقوى للمفترس لتمييز المشاكهة عن النموذج. . لهذا السبب، عادة ما تكون المشاكهة أقل عددًا من النماذج، وهو مثال للاختيار المعتمد على التردد. طورت بعض مجموعات المشاكهة أشكالًا متعددة (تعدد الأشكال)، مما مكنهم من مشاكهة عدة نماذج مختلفة وبالتالي الحصول على حماية أكبر. مشاكهة بيتسية ليست دائمًا مثالية. تم اقتراح مجموعة متنوعة من التفسيرات لهذا، بما في ذلك القيود في إدراك الحيوانات المفترسة.
بينما اجتذبت الإشارات المرئية معظم الدراسات، يمكن أن تستخدم المشاكهة البيتسية خداعًا لأي من الحواس، تحاكي بعض العث إشارات التحذير بالموجات فوق الصوتية التي ترسلها فراشات غير مستساغة إلى مفترسات الخفافيش، مما يشكل مشاكهة سمعية بيتسية.

## خلفية تاريخية

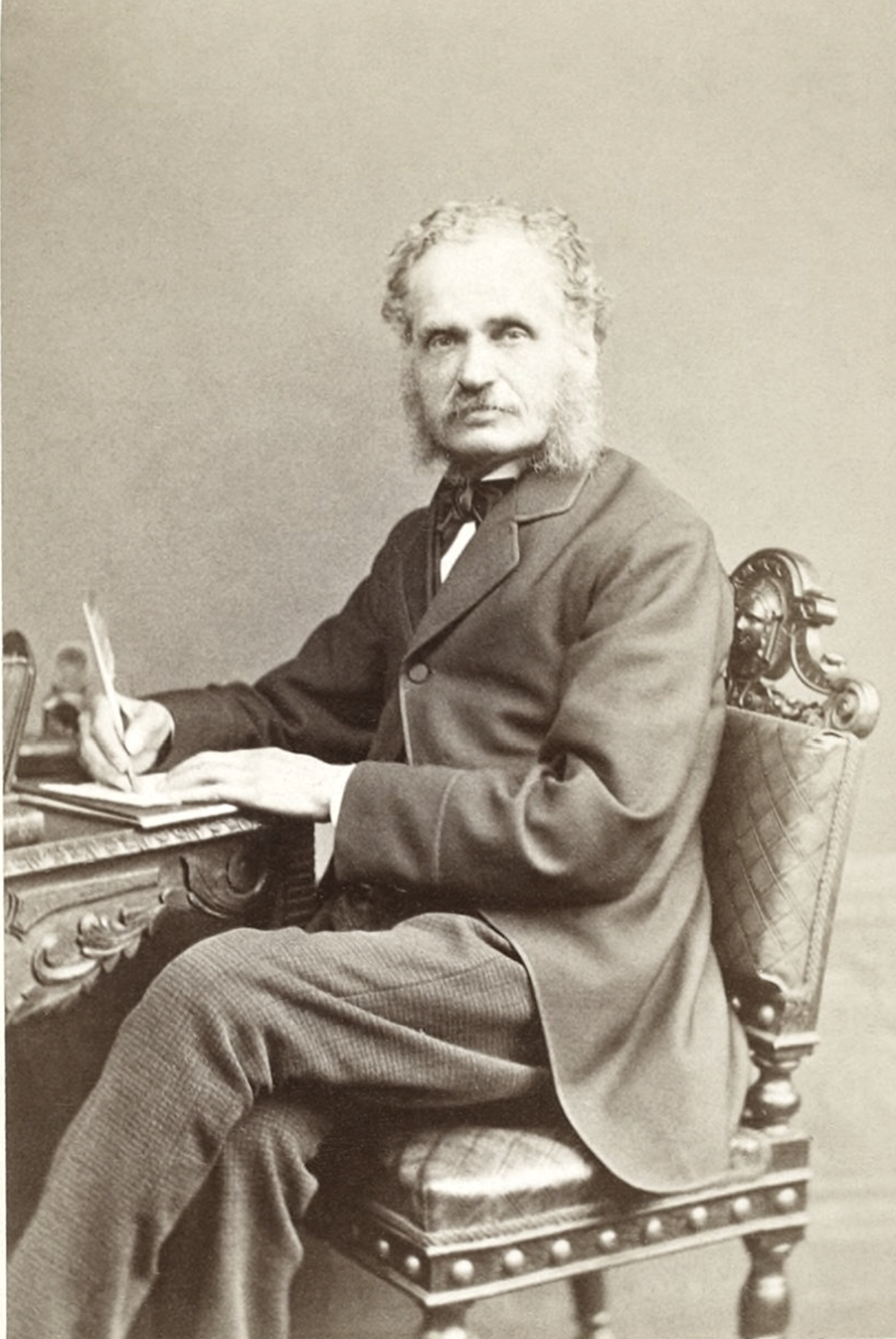
وصف هنري والتر بيتس شكل المشاكهة الذي يحمل اسمه في عام 1861.

كان هنري والتر بيتس (1825-1892) مستكشفًا وطبيعيًا إنجليزيًا قام بمسح غابات الأمازون المطيرة مع ألفريد راسل والاس في عام 1848. بينما عاد والاس في عام 1852، بقي بيتس لأكثر من عقد. تضمن بحثه الميداني جمع ما يقرب من مائة نوع من الفراشات من عائلات أثوميني وهليكونينا، بالإضافة إلى آلاف عينات الحشرات الأخرى. عند تصنيف هذه الفراشات إلى مجموعات متشابهة بناءً على المظهر، بدأت تظهر التناقضات. بدا بعضها مشابهًا بشكل سطحي للآخرين، حتى لدرجة أن بيتس لم يستطع التمييز بين بعض الأنواع على أساس مظهر الجناح فقط. ومع ذلك، يبدو أن الفحص الدقيق للشخصيات المورفولوجية الأقل وضوحًا يظهر أنها لم تكن مرتبطة ارتباطًا وثيقًا. بعد وقت قصير من عودته إلى إنجلترا، قرأ ورقة عن نظريته في التقليد في اجتماع لجمعية لينيان بلندن في 21 نوفمبر 1861، والتي نُشرت بعد ذلك في عام 1862 باسم ''مساهمات في حشرات وادي الأمازون'' في معاملات المجتمع . وشرح تجاربه بشكل أكبر في كتاب عالم الطبيعة على نهر الأمازون.
طرح بيتس فرضية أن التشابه الوثيق بين الأنواع غير ذات الصلة كان تكيفًا ضد الجراثيم. وأشار إلى أن بعض الأنواع أظهرت ألوانًا مدهشة للغاية، وحلقت على مهل، كما لو كانت تستهزئ بالحيوانات المفترسة لأكلها. لقد استنتج أن هذه الفراشات كانت غير مستساغة للطيور وغيرها من الحشرات، وبالتالي تم تجنبها من قبلهم. لقد وسع هذا المنطق ليشمل أشكالًا تشبه إلى حد بعيد مثل هذه الأنواع المحمية، محاكية تلوينها التحذيري ولكن ليس سميتها.
يتوافق هذا التفسير الطبيعي جيدًا مع الرواية الحديثة للتطور من قبل والاس وتشارلز داروين، كما هو موضح في كتابه الشهير عام 1859 أصل الأنواع. نظرًا لأن هذا التفسير الدارويني لا يتطلب قوى خارقة للطبيعة، فقد قوبل بنقد كبير من مناهضي التطور، سواء في الدوائر الأكاديمية أو في المجال الاجتماعي الأوسع.

## تحذير لوني

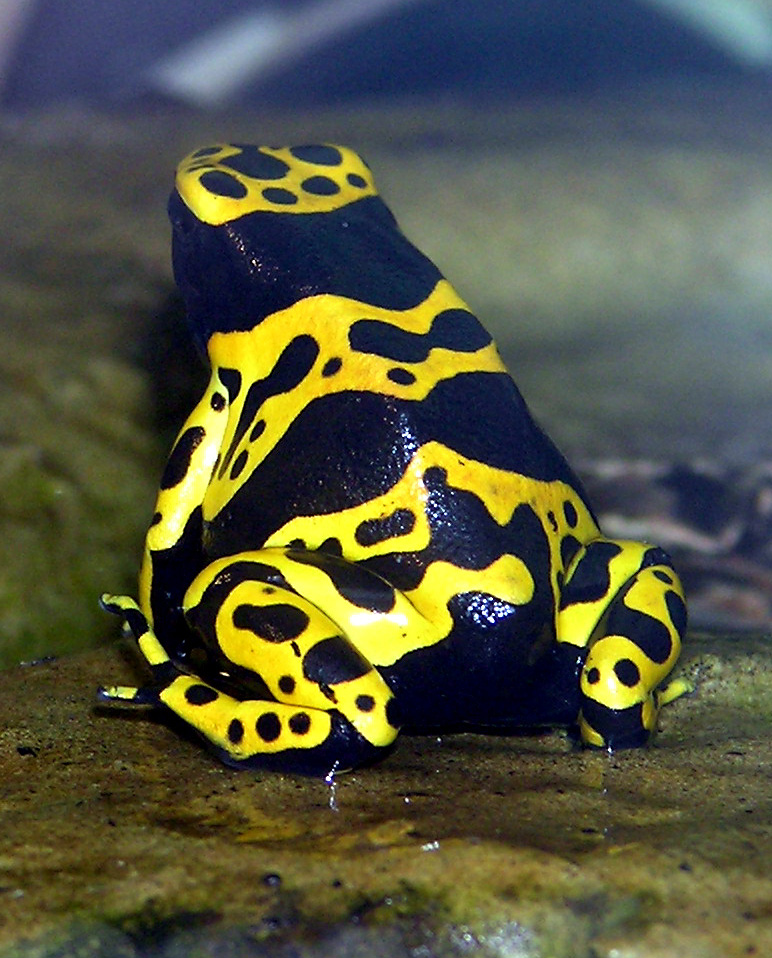
يتميز الضفدع السام ذو الشريط الأصفر بتلوين موضعي واضح.

تحتوي معظم الكائنات الحية على حيوانات مفترسة، وبالتالي فهي في سباق تسلح تطوري مستمر لتطوير تكيفات ضد الجراثيم، بينما يتكيف المفترس ليصبح أكثر كفاءة في هزيمة تكيفات الفريسة. تطورت بعض الكائنات الحية لتقليل احتمالية الاكتشاف، على سبيل المثال عن طريق الحياة الليلية والتمويه. طور البعض الآخر دفاعات كيميائية مثل السموم القاتلة لبعض الثعابين والدبابير، أو الرائحة الضارة للظربان. غالبًا ما ترسل مثل هذه الفريسة إشارات تحذير واضحة وصادقة إلى مهاجميها بأنماط (تحذير) واضحة. يرتبط سطوع هذه العلامات التحذيرية بمستوى سمية الكائن الحي.
في المشاكهة البيتسية، ينسخ المحاكي بفعالية تلوين حيوان موضعي، المعروف باسم النموذج، لخداع الحيوانات المفترسة في التصرف كما لو كان مقيتًا. يعتمد نجاح هذا العرض غير النزيه على مستوى سمية النموذج ووفرة النموذج في المنطقة الجغرافية. كلما كان النموذج أكثر سمية، زادت احتمالية أن المفترس سيتجنب التقليد. تعد وفرة الأنواع النموذجية مهمة أيضًا لنجاح المشاكهة بسبب الاختيار المعتمد على التردد. عندما يكون النموذج وفيرًا، لا تزال الحيوانات المفترسة تتجنب المشاكهة ذات أنماط النماذج غير الكاملة أو الألوان المختلفة قليلاً عن النموذج. هذا لأن المفترس لديه حافز قوي لتجنب الكائنات الحية التي يحتمل أن تكون قاتلة، بالنظر إلى احتمال مواجهة واحدة. ومع ذلك، في المناطق التي يكون فيها النموذج نادرًا أو منقرضًا محليًا، يتم توجيه المشاكهة إلى تلوين موضعي دقيق. وذلك لأن الحيوانات المفترسة تهاجم المشاكهة غير الكاملة بسهولة أكبر حيث لا توجد فرصة تذكر لكونهم من الأنواع النموذجية. قد يكون الاختيار المعتمد على التردد قد دفع أيضًا بمشاكهة بيتسية إلى أن يصبح متعدد الأشكال في حالات نادرة حيث يتحكم مفتاح جيني واحد في المظهر، كما هو الحال في فراشات الذيل بشق (فراشات خطافية الذيل) مثل الذيل بشق الأنبوب.

## التصنيف والمقارنات
مشاكهة بيتسية هي حالة من حالات المشاكهة الوقائية أو الدفاعية، حيث يكون المحاكي أفضل من خلال تجنب المواجهات مع مستقبل الإشارة. إنه نظام منفصل، مما يعني أن الأطراف الثلاثة تنتمي إلى أنواع مختلفة. من الأمثلة على ذلك ذبابة مالوفورا بومبويدس السارق، وهي مشاكهة بيتسية لنموذج النحلة الطنانة وفريستها، B. americanorum (المعروفة الآن باسم Bombus pensylvanicus)، وهي ضارة للحيوانات المفترسة بسبب لدغتها.
تقف المشاكهة البيتسية على النقيض من الأشكال الأخرى مثل التقليد العدواني، حيث يستفيد التقليد من التفاعلات مع مستقبل الإشارة. إحدى هذه الحالات في اليراعات، حيث تقلد إناث أحد الأنواع إشارات التزاوج لنوع آخر، مما يخدع الذكور ليقتربوا بما يكفي ليأكلوا. ومع ذلك، لا تحتاج المشاكهة إلى إشراك حيوان مفترس على الإطلاق. هذا هو الحال في تقليد التشتت، حيث يستفيد المحاكي مرة أخرى من اللقاء. على سبيل المثال، بعض الفطريات لها جراثيم مشتتة بواسطة الحشرات عن طريق شم رائحة الجيف. في التقليد الوقائي، لا يعتبر اللقاء بين المحاكي والخداع مناسبة عرضية للتقليد، والإشارات التي يقلدها تميل إلى تقليل احتمالية حدوث مثل هذا اللقاء.
حالة مشابهة إلى حد ما لمشاكهة بيتسية هي تلك الخاصة بالأعشاب المقلدة، التي تحاكي المحاصيل الزراعية. في مشاكهة الحشائش أو تقليد فافيلوفيان، تعيش الحشائش من خلال امتلاك البذور التي تحددها آلات التذرية على أنها تنتمي إلى المحصول. تقليد فافيلوفيان ليس بيتسيًا، لأن الإنسان والمحصول ليسا أعداء. على النقيض من ذلك، فإن نبات مشاكهة الأوراق، كرمة الحرباء، تستخدم المشاكهة البيتسية من خلال تكييف شكل أوراقها ولونها لتتناسب مع مضيفها لردع الحيوانات العاشبة عن أكل أوراقها الصالحة للأكل.
حالة أخرى مماثلة داخل نوع واحد سميت تقليد برويريان (بعد لينكولن بروير وجين فان زاندت بروير). هذه حالة ثنائية القطب (نوعان فقط متورطان) المشاكهة التلقائية، النموذج هو نفس الأنواع مثل مقلده. تكافئ المشاكهة البيتسية داخل نوع واحد، فإنه يحدث عندما يكون هناك طيف استساغة ضمن مجموعة من الفرائس الضارة. على سبيل المثال، تتغذى اليرقات الملكية (Danaus plexippus) على أنواع الصقلاب المختلفة السمية. يتغذى البعض على نباتات أكثر سمية ويخزنون هذه السموم داخل أنفسهم. وبالتالي تستفيد اليرقات الأكثر استساغة من الأعضاء الأكثر سمية من نفس النوع.
شكل آخر مهم من أشكال المشاكهة الوقائية هو تقليد مولر، الذي اكتشفه عالم الطبيعة فريتز مولر وسمي بهذا الاسم. في مشاكهة مولر، يكون كل من النموذج والمشاكهة موضعيًا، لذلك قد يكون التقليد متبادلاً، ولا يشكل بالضرورة خدعة أو خداعًا، وكما هو الحال في الدبابير والنحل قد يشتمل على العديد من الأنواع في حلقة تقليد.

## مشاكهة بيتسية غير مثالية

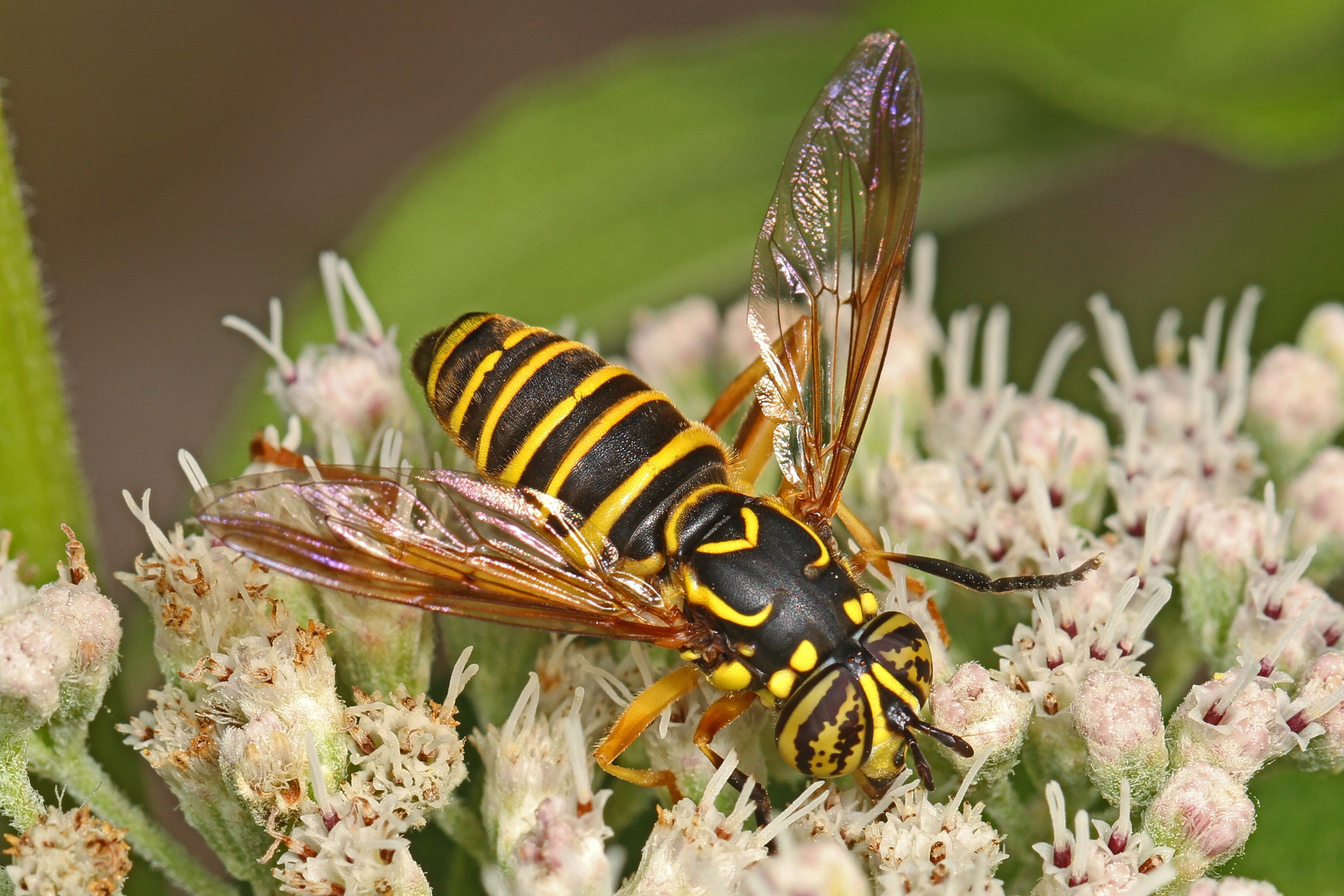
الحوامة ذبابة الورد هي مشاكهة باتسية غير كاملة للدبابير، وتفتقر إلى قرون الاستشعار الطويلة وخصر الزنبور.

في المشاكهة البيتسية غير المثالية، لا تشبه المقلدات نماذجهم تمامًا. مثال على ذلك هو ذبابة الورد، التي تحاكي الدبابير الزائفة. الدبابير لها هوائيات سوداء طويلة وهذه الذبابة ليست كذلك. بدلاً من ذلك، يلوحون بأرجلهم الأمامية فوق رؤوسهم لتبدو مثل الهوائيات على الدبابير. تم اقتراح العديد من الأسباب للتقليد غير الكامل. قد تتطور المشاكهة غير الكاملة ببساطة نحو الكمال. قد يستفيدون من تشابه نماذج متعددة في وقت واحد. قد يقوم البشر بتقييم المشاكهة بشكل مختلف عن الحيوانات المفترسة الفعلية. قد يربك المقلدون الحيوانات المفترسة من خلال تشبيههم بالنموذج وغير المقلد في نفس الوقت (التقليد الساخر). قد يؤدي اختيار الأقارب إلى تقليد ضعيف. قد لا تفوق الميزة الانتقائية للتقليد الأفضل مزايا الاستراتيجيات الأخرى مثل التنظيم الحراري أو التمويه.
قد تكون هناك حاجة إلى سمات معينة فقط لخداع الحيوانات المفترسة، على سبيل المثال، أظهرت الاختبارات التي أجريت على حدود التماثل / التباين (حيث يوجد الاثنان في نفس المنطقة، وحيثما لا يكونان) لمشاكهة الثعبان الملك والنموذج ميكروس فولفيوس أن نسب الألوان في هذه الثعابين كانت مهمة في خداع الحيوانات المفترسة، ولكن أن ترتيب الحلقات الملونة لم يكن كذلك.

## تقليد آخر

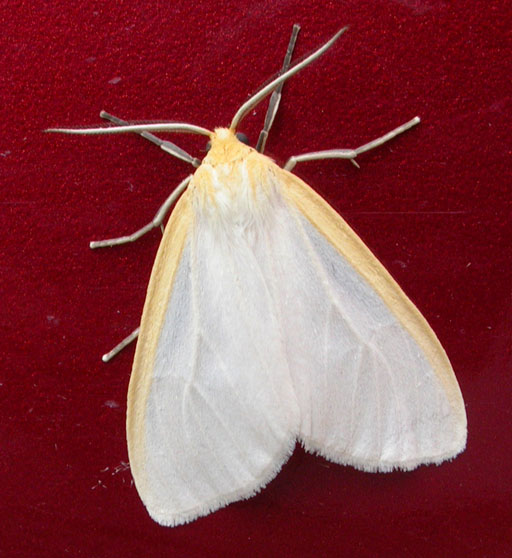
عث النمر مثل Cycnia tenera هو تقليد عن طريق الصوت، ينبعث منها إشارات تحذير بالموجات فوق الصوتية. يتم تقليدها بواسطة عث بيراليد، وهي ليست ذات مذاق كريه ولكنها تصدر أصواتًا مماثلة.

قد تتعرف المفترسات على فرائسها بالصوت والبصر، وفقًا لذلك، تطورت المقلدات لخداع سمع مفترسيها. الخفافيش هي مفترسات ليلية تعتمد على تحديد الموقع بالصدى لاكتشاف فريستها. بعض الفرائس المحتملة غير مستساغة للخفافيش، وتنتج إشارة موضعية إشارة فوق صوتية، وهي المكافئ السمعي لتلوين التحذير. استجابةً لصدى الخفافيش الحمراء والخفافيش البنية الكبيرة، فإن عث النمر مثل (Cycnia tender) يصدر أصواتًا تحذيرية. تتعلم الخفافيش تجنب العث الضار، ولكن بالمثل تجنب الأنواع الأخرى مثل بعض عث بيرليد التي تصدر أصواتًا تحذيرية كهذه أيضًا. قد تكون مجمعات المشاكهة الأخرى، كل من باتسيانا وموليريانا، منتشرة على نطاق واسع في العالم السمعي.

## قراءات إضافية
- Cott, H.B. (1940) Adaptive Coloration in Animals. Methuen and Co, Ltd., London (ردمك 0-416-30050-2) Provides many examples of Batesian Mimicry
- Evans، M. A. (1965). "Mimicry and the Darwinian Heritage". Journal of the History of Ideas. ج. 26 ع. 2: 211–220. DOI:10.2307/2708228. JSTOR:2708228. For a historical perspective.
- Wickler, W. (1968) Mimicry in Plants and Animals (Translated from the German) McGraw-Hill, New York. (ردمك 0-07-070100-8) Especially the first two chapters.
- Edmunds, M. 1974. Defence in Animals: A Survey of Anti-Predator Defences. Harlow, Essex & NY: Longman 357 p. (ردمك 0-582-44132-3) Chapter 4 discusses this phenomenon.
- Pasteur، Georges (1982). "A classificatory review of mimicry systems". Annual Review of Ecology and Systematics. ج. 13: 169–199. DOI:10.1146/annurev.es.13.110182.001125. A detailed discussion of the different forms of mimicry.
- Ruxton, G. D.؛ Speed, M. P.; Sherratt, T. N. (2004). Avoiding Attack. The Evolutionary Ecology of Crypsis, Warning Signals and Mimicry. Oxford: Oxford University Press. (ردمك 0-19-852860-4) Chapter 10 and 11 provide an up-to-date synopsis.

## روابط خارجية
- استعراض المساهمات في حشرات وادي الأمازون بقلم تشارلز داروين الأعمال الكاملة لتشارلز داروين على الإنترنت.
- رسم تخطيطي للسيرة الذاتية لبيتس، مع صورة نسخة محفوظة 29 سبتمبر 2008 على موقع واي باك مشين.